# Manduca franciscae
Manduca franciscae är en fjärilsart som beskrevs av Clark 1917. Manduca franciscae ingår i släktet Manduca och familjen svärmare. Inga underarter finns listade i Catalogue of Life.